# 달의 교점

황도면과 백도면의 각도 차이는 약 5°인데 그것들의 교차점인 교점이 표현되어 있다.

달의 교점(月之交点, 영어: lunar nodes)은 달의 궤도 교점으로, 달의 궤도가 황도와 교차하는 점이다. 승교점(昇交點, 영어: ascending node)은 달이 황도를 북쪽으로 가로지는 곳이다. 강교점(降交點, 영어: descending node)은 달이 황도를 남쪽으로 가로지는 곳이다.
식은 오직 교점에서만 일어난다. 일식은 그믐 때 인데다가, 교점에서 달이 해를 가로지를 때 일어난다. 월식은 보름달인 달이 교점을 통과할 때 일어난다. 만일 (황경) 11° 38'의 교점 내에서 보름달이 뜬다면, 월식이 일어날 수도 있으며, 만일 17° 25' 이내의 교점에 그믐달이 있다면, 일식이 일어날 수도 있다.
달의 교점은 6793.5일 또는 18.5996년에 걸쳐 황도를 역행하며 (교점 주기라고도 불리는 장동 주기의) 한번의 공전을 완료한다.(이 기간은 사로스 주기와는 다르다.)

## 이름과 기호

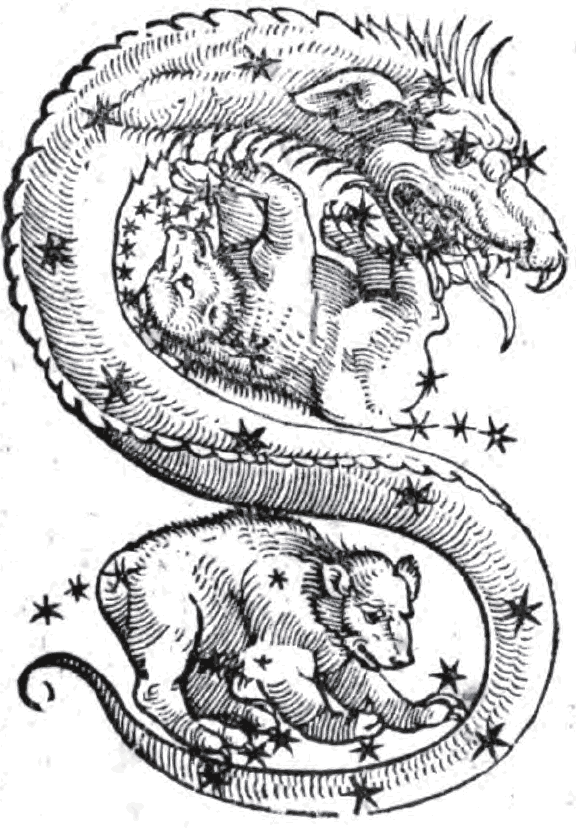
1550년 구이도 보나티의《천문학의 서(Liber Astronomiae)》에 있는 용의 머리와 꼬리.

교점은 세계의 지역에 따라 다른 이름으로 불린다.
승교점은 달이 남쪽에서 북쪽으로 상향하는 황도면과 달의 궤도 사이의 교차점이며, 그것은 때때로 북교점(北交点, North node)이라고 불린다. 고대 유럽 문헌들에서, 그것은 (용의 머리를 뜻하는 카푸트 드라코니스(Caput Draconis)나 아나비바존(Anabibazon) 즉,) 용두(龍頭, dragon's head)로 표기되어 있다. 승교점의 기호는 용의 머리를 뜻하는 천문학과 점성술의 기호 이다. 유사하게, 강교점은 달이 북쪽에서 남쪽으로 하향하는 교점이며, 때때로 남교점(南交点, South node)라 불린다. 그것은 (용의 꼬리를 뜻하는 카우다 드라코니스(Cauda Draconis)나 카타비바존(Catabibazon) 즉,) 용미(龍尾, dragon's tail)라고 불리며, 그것의 기호는 승교점의 것과는 정 반대인 이다. 사실상, 교점 주기 동안에 북교점이 남교점보다 남쪽에 있을 수도 있다. 그러므로, 승교점은 북향 교점, 강교점은 남향 교점이 더 정확한 표현이 될 수도 있다.
힌두 점성술에서, 승교점 ☊은 라후라고 불리며, 강교점 ☋은 케투라고 불린다. (일부 칼라차크라 탄트라에 근거하는) 티베트 점성술에서, 북교점은 칼라그니라는 이름이다.

## 최대 경사각
달의 궤도는 황도에서 약 5도 기울어 있다. 그러므로, 달은 황도의 남쪽이나 북쪽으로 약 5도씩 오르락내리락하는 것이라고도 할 수 있다. 황도는 지구 자전축의 직각면인 천구 적도에 비해 23.4°가 기울어져 있다. 그 결과, 18.6년인 교점 주기 동안에 단 한번, 달의 궤도상 승교점이 춘분점과 일치 할 때면, 달은 남쪽이과 북쪽의 최대 적위에 이르게 된다. 그러한 기간에 그믐달이 지평선에서 출몰 한다면, 그것은 남쪽과 북쪽의 최대 방위각을 가지게 되며, 자오선을 교차할 때는 그것의 최고나 최하의 고도에 있게 된다. 게다가, 매 교점 주기마다 단 한 번의 그 짦은 기간 중에 황도로부터 북위 4° 에 있는 밝은 플레이아데스 성단의 달에 의한 엄폐가 일어나게 된다.

## 점성학적 의미
서양 점성술에서는 일반적으로 승교점만을 천궁도에 표시하는데, 따라서 차트에서 강교점은 그것의 정반대쪽 점으로 정의된다. 베다 점성술에서, 승교점과 강교점은 각각 라후와 케투라 불리며, 둘 모두 차트에 표시된다.
교점은 언제나 역행하므로, 본질적으로 불길하다고 여겨진다. 그것들의 특정한 각맺음에 대해서는 일치가 없다.

## 같이 보기
- 점성술
- 식
- 천궁도
- 월구정변기
- 출생 차트